# Wotten Waven
Wotten Waven este un oraș din Dominica.